# Lampides cunilda
Lampides cunilda är en fjärilsart som beskrevs av Pieter Cornelius Tobias Snellen 1896. Lampides cunilda ingår i släktet Lampides och familjen juvelvingar. Inga underarter finns listade i Catalogue of Life.